# Economia del Kirghizistan

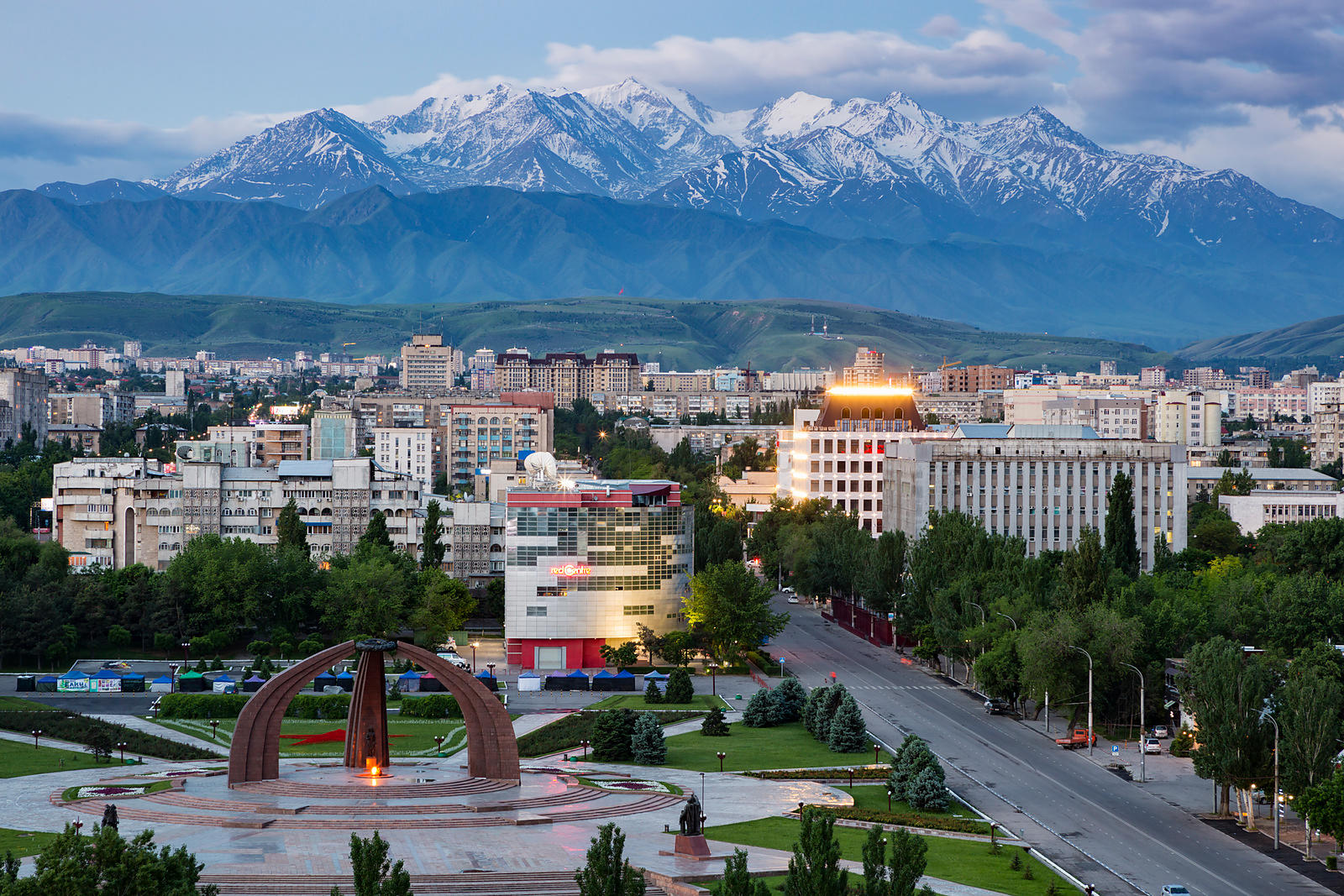
Biskek è il principale centro economico e commerciale del paese

L'economia del Kirghizistan dipende fortemente dal settore agricolo. I principali prodotti agricoli sono il cotone, il tabacco, la lana e la carne, anche se solo il tabacco e il cotone vengono esportati in quantità significative. Secondo Healy Consultants, l'economia del Kirghizistan si basa in larga misura sulla forza delle esportazioni industriali, con abbondanti riserve di oro, mercurio e uranio. L'economia si basa inoltre in larga misura sulle rimesse dei lavoratori stranieri. Dopo l'indipendenza, il Kirghizistan ha attuato con entusiasmo le riforme di mercato, come il miglioramento del sistema normativo e la riforma agraria. Nel 1998, il Kirghizistan è stato il primo paese della Comunità degli Stati Indipendenti (CSI) ad essere ammesso nell'Organizzazione Mondiale del Commercio. Gran parte delle azioni governative detenute nelle imprese sono state vendute. La performance economica del Kirghizistan è stata ostacolata dalla diffusa corruzione, dai bassi investimenti esteri e dalla generale instabilità regionale. Nonostante questi problemi, il Kirghizistan si colloca al 70° posto (nel 2019) nell'indice di facilità di fare impresa.
Nel 2024, l'economia del Kirghizistan è stata una delle economie in più rapida crescita al mondo.

## Agricoltura e allevamento e pesca

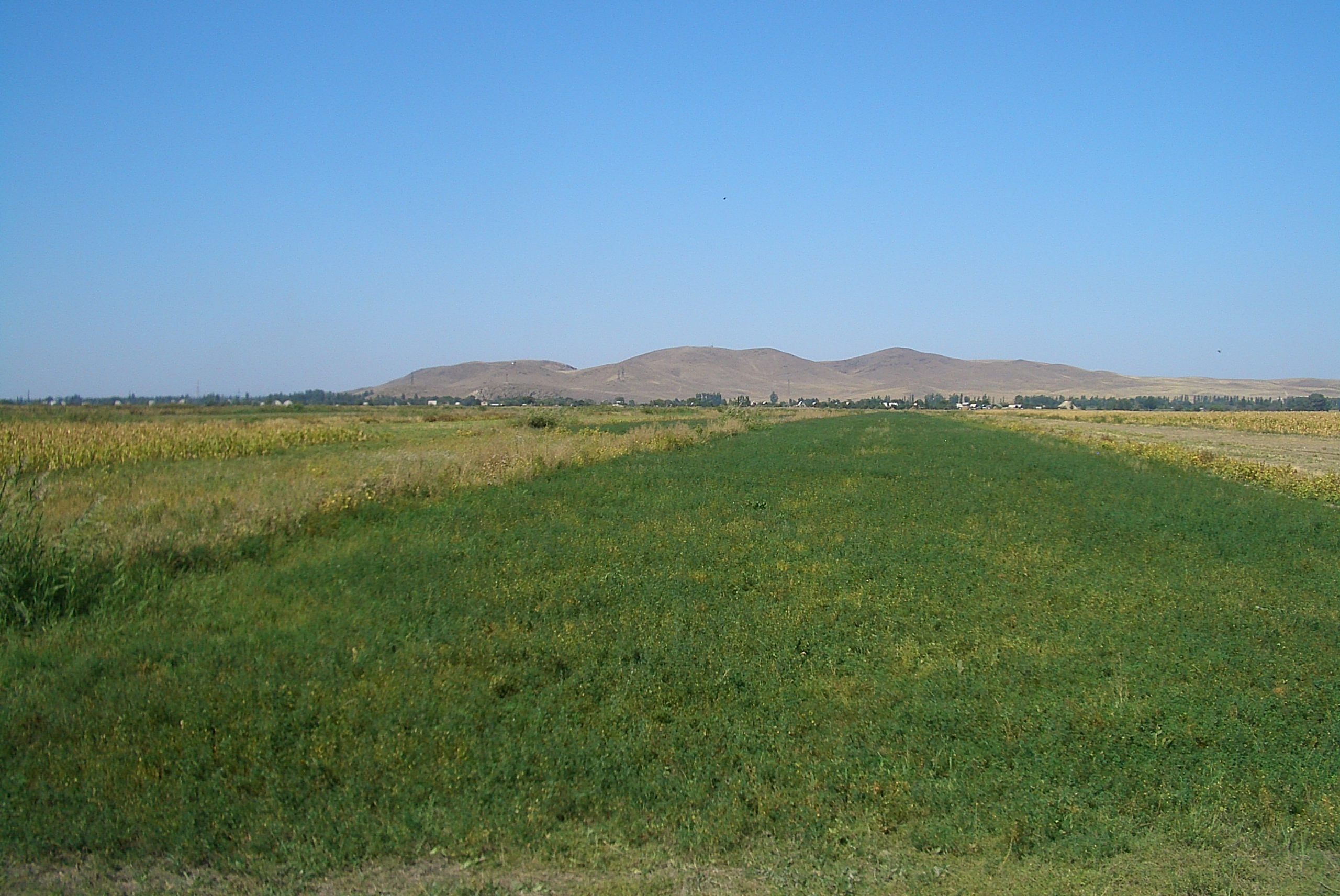
Campi irrigati nella valle del Chuy

L'agricoltura occupa il 52% della forza lavoro e, insieme all'allevamento di cavalli, pecore e bovini, costituisce una voce importante per l'economia della nazione (38,6% del PIL nel 2002). Gli estesi sistemi d'irrigazione permettono la coltivazione di cotone, cereali, riso, ortaggi, frutta, tabacco e barbabietole da zucchero. L'agricoltura continua a svolgere un ruolo fondamentale nell'economia del Kirghizistan e rappresenta un rifugio per i lavoratori licenziati dall'industria. L'agricoltura di sussistenza è aumentata nei primi anni del 2000. Dopo le forti riduzioni registrate nei primi anni Novanta, all'inizio degli anni 2000 la produzione agricola si stava avvicinando ai livelli del 1991. La produzione di cereali nelle valli più basse e il pascolo del bestiame sugli altipiani occupano la quota maggiore della forza lavoro agricola. Gli agricoltori stanno passando ai cereali e abbandonando il cotone e il tabacco. Altri prodotti importanti sono i latticini, il fieno, i mangimi, le patate, le verdure e le barbabietole da zucchero. La produzione agricola proviene da appezzamenti privati (55% del totale), da aziende agricole private (40%) e da aziende agricole statali (5%). Un'ulteriore espansione del settore dipende dalla riforma bancaria volta ad aumentare gli investimenti e dalla riforma del mercato volta a semplificare la distribuzione degli input. La riforma agraria, una questione controversa in Kirghizistan, è avanzata molto lentamente dalla legislazione iniziale del 1998..

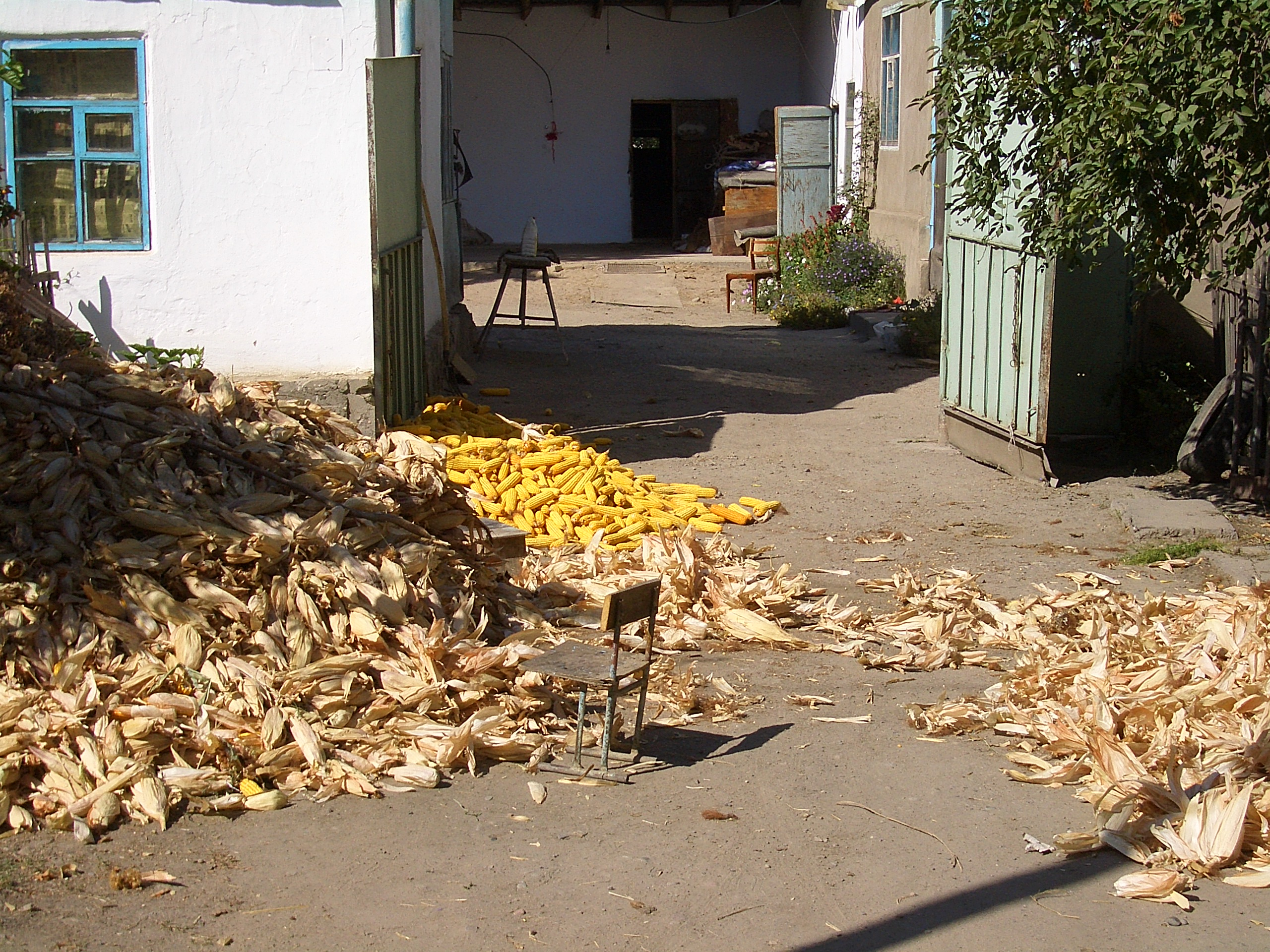
Area di lavorazione del mais in Kirghizistan

Il Kirghizistan ha prodotto nel 2018:
- 1,4 milioni di tonnellate di patate;
- 773 mila tonnellate di barbabietola da zucchero;
- 692 mila tonnellate di mais;
- 615 mila tonnellate di grano;
- 429 mila tonnellate di orzo;
- 224 mila tonnellate di pomodoro;
- 218 mila tonnellate di anguria;
- 209 mila tonnellate di cipolla;
- 176 mila tonnellate di carota;
- 147 mila tonnellate di cavolo;
- 144 mila tonnellate di mela;
- 119 mila tonnellate di cetriolo;
- 116 mila tonnellate di vegetali;
- 101 mila tonnellate di fagiolo;
- 74 mila tonnellate di cotone;

Inoltre il paese asiatico ha produzioni minori di altri prodotti agricoli, come l'albicocca (25 mila tonnellate).

## Industria

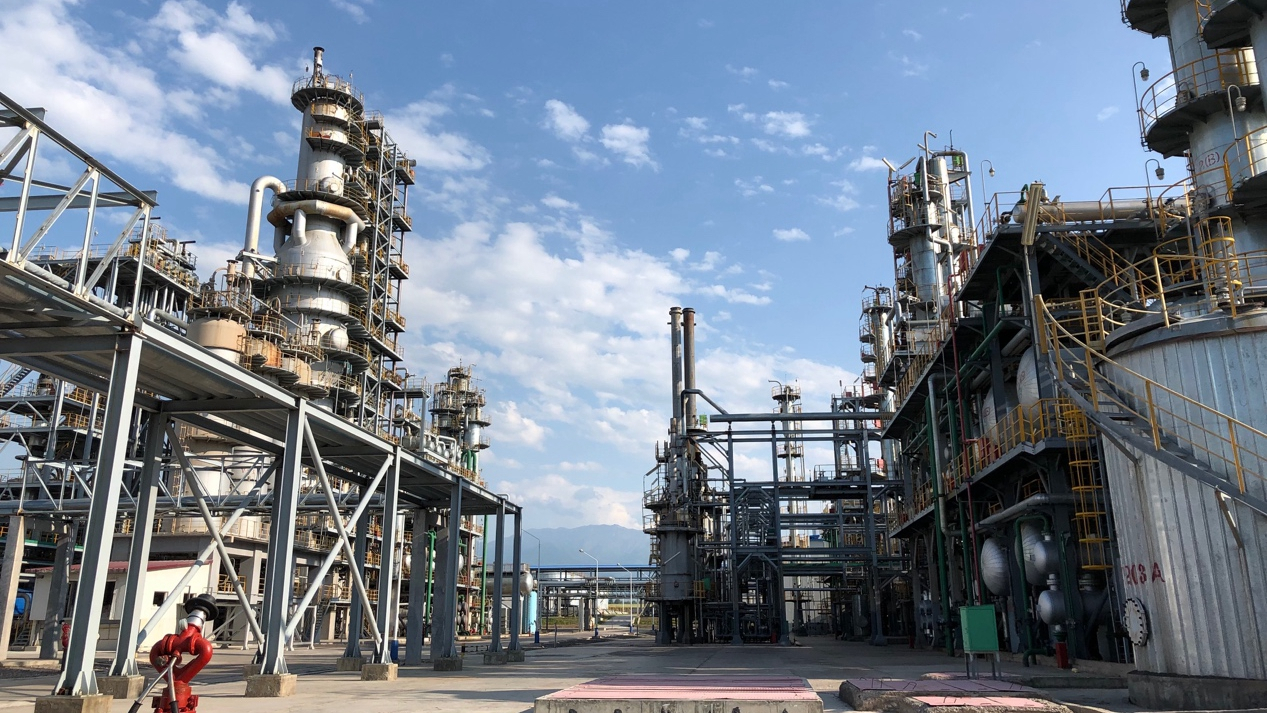
Raffineria in Kyrgyzstan

Durante il periodo sovietico l'economia del paese, basata tradizionalmente sull'agricoltura, ricevette forte impulso nel settore industriale, che attualmente occupa il 12% della forza lavoro e fornisce il 26,2% del PIL. Il settore più redditizio è quello estrattivo, favorito dalla presenza di vasti giacimenti di carbone, oro, antimonio e uranio, mentre l'industria manifatturiera è ancora limitata alla lavorazione di prodotti agricoli, come lana, carne e pelli.
Nell'era post-sovietica, l'attività mineraria è diventata un'attività economica sempre più importante. La miniera d'oro di Kumtor, aperta nel 1997, è uno dei più grandi giacimenti d'oro del mondo. Sono previste nuove miniere d'oro a Jerooy e Taldy–Bulak, e alla fine del 2006 è stata annunciata un'importante scoperta d'oro a Tokhtonysay. L'agenzia statale Kyrgyzaltyn possiede tutte le miniere, molte delle quali sono gestite come joint venture con società straniere. L'uranio e l'antimonio, importanti minerali prodotti durante l'era sovietica, non vengono più prodotti in quantità significative. Sebbene tra il 1992 e il 2003 la produzione di carbone sia scesa da circa 2,4 milioni di tonnellate a 411.000 tonnellate, il governo intende incrementare lo sfruttamento dei considerevoli giacimenti rimanenti del Kirghizistan (stimati in 2,5 miliardi di tonnellate) per ridurre la dipendenza dalle fonti energetiche straniere. Un obiettivo particolare di questa politica è il giacimento di Kara–Keche nel Kirghizistan settentrionale, la cui capacità produttiva annuale è stimata tra 500.000 e 1 milione di tonnellate. La ridotta produzione nazionale di petrolio e gas naturale non soddisfa il fabbisogno nazionale.
Nel periodo post-sovietico, le industrie del Kirghizistan subirono forti riduzioni di produttività perché la fornitura di materie prime e combustibili venne interrotta e i mercati sovietici scomparvero. Il settore non si è ripreso in modo apprezzabile da tale riduzione; se non si conta la produzione di oro, nel 2005 l'industria ha contribuito solo al 14 percento del prodotto interno lordo (PIL). Gli investimenti e le ristrutturazioni sono rimasti a livelli bassi e il settore elettrico (tradizionalmente una parte importante del contributo dell'industria al PIL) ha registrato una stagnazione negli ultimi anni. Il sostegno governativo si sta spostando dall'industria meccanica, che ha contribuito in modo significativo all'economia sovietica, verso l'abbigliamento e il tessile. Fino al crollo del 2004, l'industria alimentare rappresentava il 10-15% della produzione industriale. Negli ultimi anni, l'industria del vetro ha superato quella dell'abbigliamento e del tessile in termini di investimenti ricevuti e contributo al PIL. Nei primi anni 2000, il settore edile ha registrato una crescita continua grazie a grandi progetti infrastrutturali come autostrade e nuove miniere d'oro. Tuttavia, l'edilizia abitativa è rimasta indietro a causa dei bassi investimenti.

## Servizi e terziario

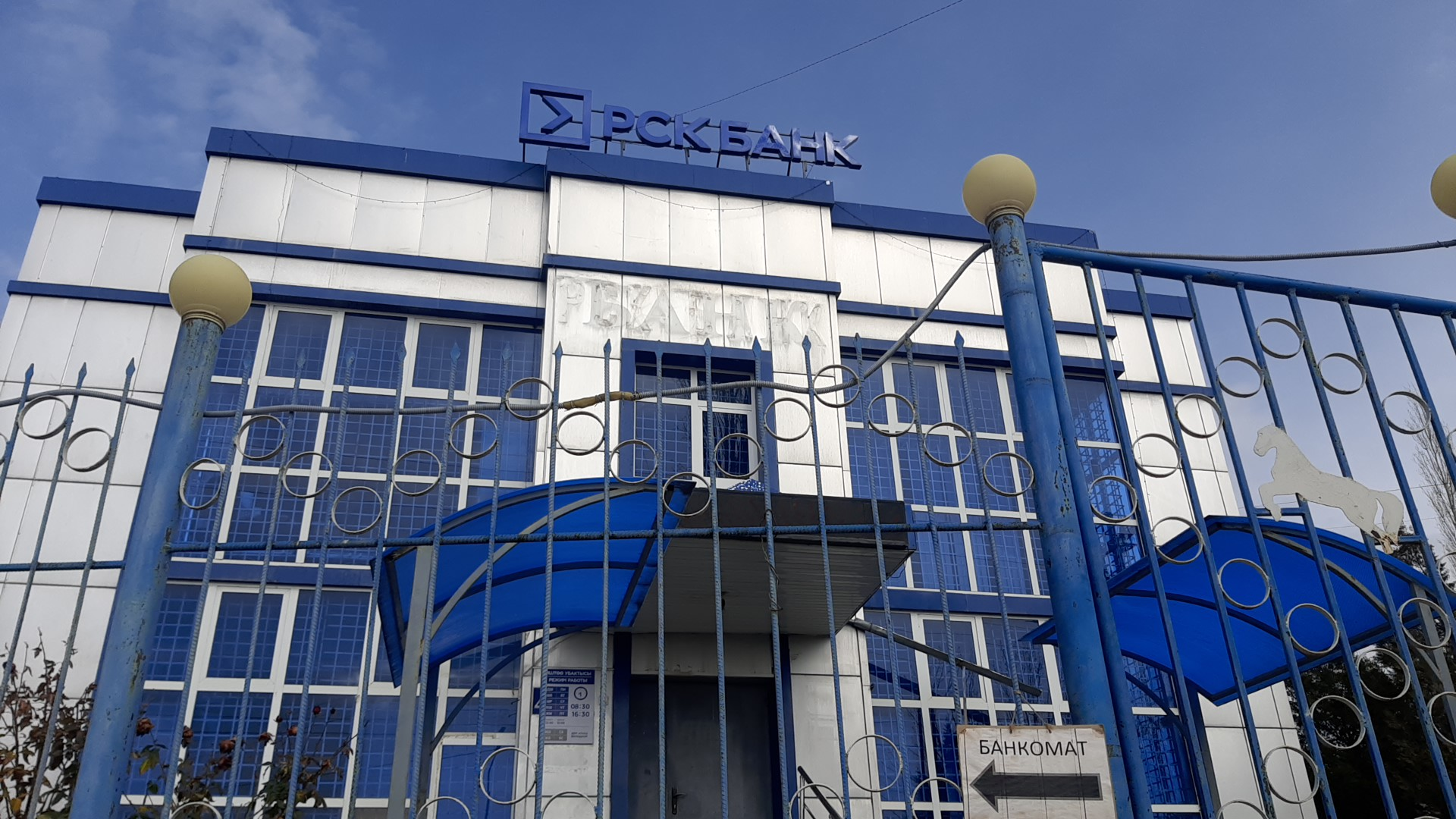
Banca ad Ala-Buka

Nell'ottobre 2012, le riserve internazionali e la liquidità in valuta estera della Banca nazionale del Kirghizistan hanno raggiunto 1,96 miliardi di dollari USA, l'8,6% dei quali in oro. Nel 2012, per diversificare le attività del Kirghizistan, il paniere delle valute è stato ampliato con l'introduzione dello yuan cinese e del dollaro di Singapore. Nel 2012 si prevede di spendere 1 miliardo di som per l'acquisto di oro. La quota di oro nelle riserve internazionali è già cresciuta fino all'8,6%. La Banca Nazionale prevede di aumentarla al 12-15% in futuro.

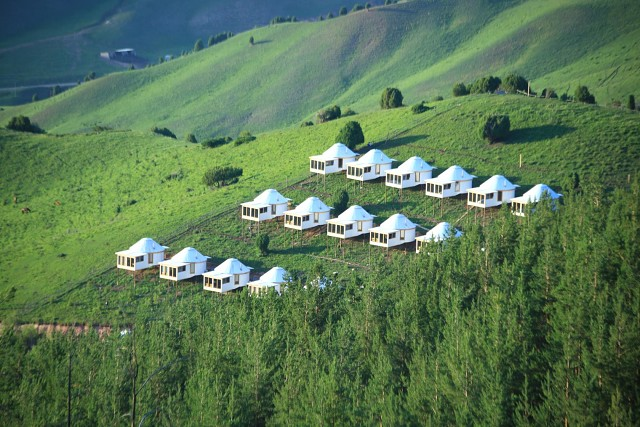
Campeggio in Kirghizistan

La notevole crescita post-sovietica del settore dei servizi è attribuibile principalmente alla comparsa di piccole imprese private. La banca centrale è la Banca Nazionale della Repubblica del Kirghizistan, che nominalmente è indipendente ma segue la politica del governo. Sebbene il sistema bancario sia stato riformato più volte dal 1991, non svolge un ruolo significativo negli investimenti. Gli elevati tassi di interesse hanno scoraggiato l'indebitamento. Nel 1995 è stata aperta una borsa valori, ma la sua funzione principale è la negoziazione di titoli di Stato. Grazie alle riforme economiche del regime di Akayev, nell'era post-sovietica sono state aperte numerose piccole imprese commerciali e di ristorazione.
La Borsa kirghisa è stata fondata il 20 luglio 1994. Fino al 2000 la borsa ha funzionato come un'organizzazione senza scopo di lucro con un totale di 16 membri. Nel maggio 2000 la KSE è stata trasformata in una società per azioni. Nel 2001 la Borsa del Kazakistan è diventata azionista. Successivamente, una quota del 24,51% di KSE è stata acquisita da Borsa Istanbul. La Borsa del Kirghizistan è membro della Federazione delle borse valori euro-asiatiche. Nel 2023 la KSE ha emesso titoli del Tesoro statale (per due anni, in som kirghisi e rubli russi). A metà del 2024 il volume di capitalizzazione della KSE ammontava a 636 milioni di dollari.

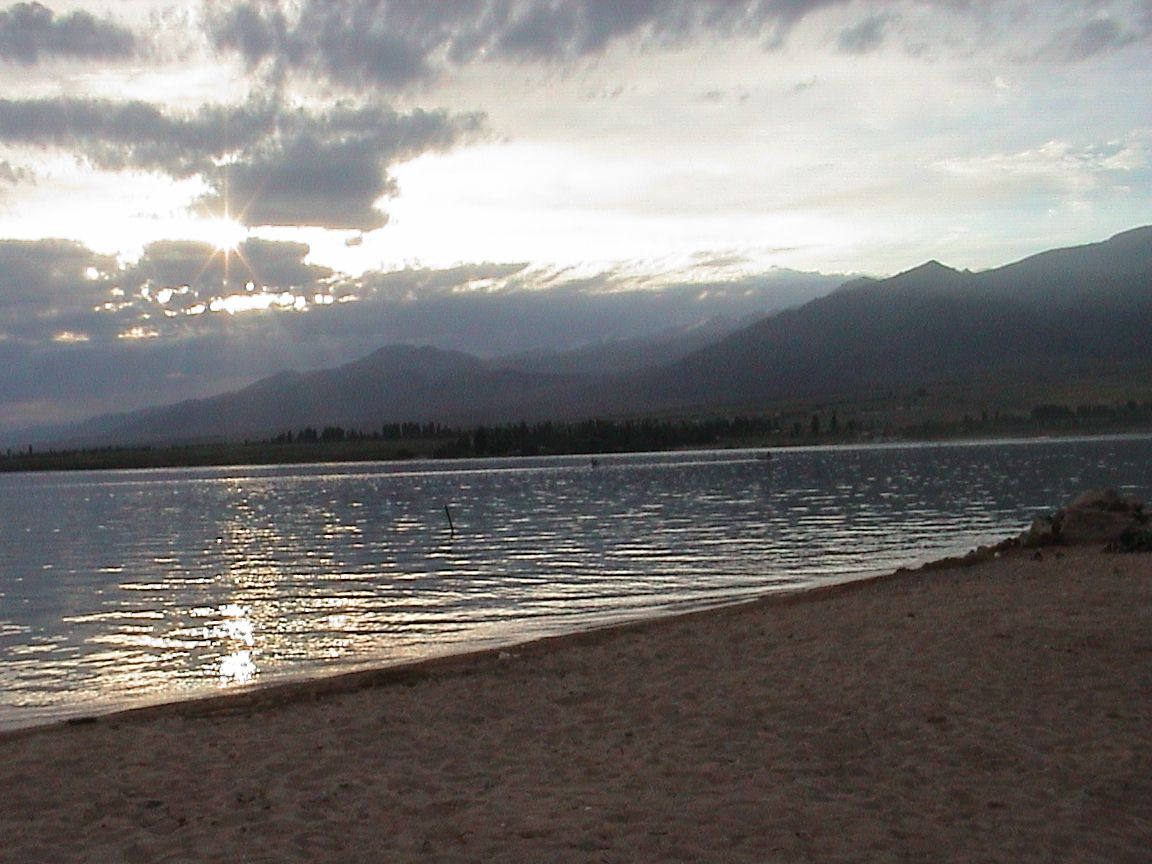
Lago di Issyk Kul

Sebbene le montagne e i laghi del Kirghizistan siano una destinazione turistica attraente, l'industria del turismo è cresciuta molto lentamente a causa degli scarsi investimenti. All'inizio degli anni 2000, una media di circa 450.000 turisti visitava il paese ogni anno, principalmente provenienti dai paesi dell'ex Unione Sovietica. Nel 2018, la British Backpacker Society ha classificato il Kirghizistan come la quinta migliore destinazione per viaggi d'avventura al mondo, affermando che il paese era un segreto per i viaggi d'avventura che "sarà presto scoperto".. Il Lago Issyk-Kul e i monti Tian Shan sono mete turistiche relativamente popolari.